# Пухово (Дуго Село)
Пухово је насељено место у саставу града Дугог Села у Загребачкој жупанији, Хрватска. До територијалне реорганизације у Хрватској налазило се у саставу бивше велике општине Дуго Село.

## Становништво
На попису становништва 2011. године, Пухово је имало 710 становника.

## Попис1991.
На попису становништва 1991. године, насељено место Пухово је имало 286 становника, следећег националног састава:
| Попис 1991.‍  | Попис 1991.‍  | Попис 1991.‍ | Попис 1991.‍ | Попис 1991.‍ |
| ------------ | ------------ | ----------- | ----------- | ----------- |
|              |              |             |             |             |
| Хрвати       | Хрвати       |             | 256         | 89,51%      |
| Срби         | Срби         |             | 13          | 4,54%       |
| Чеси         | Чеси         |             | 10          | 3,49%       |
| Муслимани    | Муслимани    |             | 3           | 1,04%       |
| неопредељени | неопредељени |             | 4           | 1,39%       |
| укупно: 286  |              |             |             |             |